# 川村りか
川村 りか（かわむら りか、1982年10月10日 - ）は、日本のタレント、女優、元グラビアアイドル。所属芸能事務所はニューゲートプロダクション（現・ニューウォーカーズ）。新潟産まれ東京、横浜出身。
2009年4月より、当時は同じ事務所の後輩川村えなが妹分として売り出されていた（えなは2013年6月末を以ってニューゲートプロダクションを退所している）。

## 来歴
2007年10月、『週刊ヤングジャンプ』でグラビアデビュー。同年、『週刊プレイボーイ』のグラビア企画「週プレ戦隊フェロモンジャー」で話題の期待の新人として連載。
2008年1月、総合格闘技イベント「HERO'S」の2008年ラウンドガールに就任。
2008年2月、マルヰアミューズメント2008イメージガールに就任。
2015年11月30日発売の写真集『私図』を以って、グラビア活動を卒業した。
2016年に男児を出産した。
2018年4月16日、子宮頸部腺がんであることを公表した。同月26日、子宮摘出手術を受ける。5月4日、退院。リンパ節への転移が確認されたため、追加治療を受けることになり、同月22日に放射線治療を開始。
2021年12月26日、横浜・馬車道にて、Cafe&Ber「LapinChampignon」開店。

## 人物・エピソード
- 趣味：地図を見ること、辛いものを食べる。
- 特技：モダンダンス（全国優勝4回）、社交ダンス、腕相撲[13][14]
- ONE PIECEの大ファンで、自身の飼っている二匹の猫の名前にONE PIECEの登場人物の名前をつけている。一匹目はトニートニー・チョッパーの下の名前チョッパー、二匹目はネフェルタリ・ビビの下の名前ビビ。
- 2010年に入って以来、事務所の稼ぎ頭として、1 - 2月の2ヶ月間休みが無い売れっ子になっている。
- 自身のブログでプロ野球球団の読売巨人軍のファンだと公言した。
- DARA（蒼井そら、永作あいり、一般人リナとのプライベートユニット）メンバー。

## 出演

### テレビバラエティ
NTV
- 99プラス（日本テレビ、2009年8月11日、8月18日）『踊るノーギャラ御殿』
- 夜遊び三姉妹（日本テレビ、2011年2月17日）ふるぼっこ堂・ゲスト
- 情報満喫バラエティ 週末にしたい10のこと!（日本テレビ、2011年）セミレギュラー

TBS
- 神さまぁ〜ず（TBS、2008年7月）
- オビラジR（TBS、2008年9月 - 2009年3月）レギュラー
- クイズの扉（TBS、2009年6月 ）

CX
- キャンパスナイトフジ（2010年2月19日、3月12日フジテレビ）
- 近未来予報ツギクル（フジテレビ、2008年5月 - 2009年3月）レポーター
- おもしろ言葉ゲーム OMOJAN（2012年5月22日、フジテレビ）

EX
- ビートたけしの超常現象丸秘ファイル（テレビ朝日、2007年12月）
- 朝までたけし的ショー（テレビ朝日、2008年1月）
- お願い!ランキング（テレビ朝日、2010年7月）
- ロンドンハーツ（テレビ朝日、2008年8月）
- アメトーク（テレビ朝日、2011年）
- ストライクTV（テレビ朝日、2012年3月）

TX
- イツザイ（テレビ東京、2008年2月）
- おねがい!マスカット（テレビ東京、2008年4月7日 - 2009年3月30日 ）恵比寿マスカッツ レギュラー
- 今夜もドル箱（テレビ東京、2008年8月4日）*猫ひろしと共にゲスト出演
- アリケン（テレビ東京、2008年10月 - ）Pabu　顧問　レギュラー
- おねだり!!マスカット （テレビ東京、2009年4月7日 - 2010年3月29日 ）恵比寿マスカッツ1期生 レギュラー
- ちょいとマスカット!（2010年6月9日、テレビ東京）
- おねだりマスカットSP!（2011年10月5日 - 2013年3月30日、テレビ東京）ブラックマスカッツ・恵比寿マスカッツ レギュラー
- ドライブ A GO!GO!（2011年11月27日、テレビ東京） - 旅人
- くだまき八兵衛（2011年11月テレビ東京）

TVS
- みたらしマンゴー（2009年3月）ゲスト
- アイコレアイ（2010年1月-2010年3月 ）レギュラー

MBS
- カンニング竹山の銭ナール女学院（2012年）

北海道文化放送
- 輝け!ゴルフガールズ（北海道文化放送、2007年12月 - 2008年3月）レギュラー

BSJAPAN
- アイコレJ（2010年4月- ）レギュラー

BSフジ
- D1GP（2012年 ）

CSフジ
- 竹山のやりたい100のこと〜ザキヤマ&河本のイジリ旅〜（2012年5月11日、フジテレビONE）

BeeTV
- 週刊オトコ自身（2012年- ）

### テレビドラマ
TBS
- 月曜ゴールデン「捜し屋★諸星光介が走る!5（2010年4月　TBS） - リサ
- 女タクシードライバーの事件日誌7（2014年、TBS）

TX
- 嬢王3〜Special Edition〜 第1～4話（2010年10月8日 - 10月29日、テレビ東京） - 憂妃
- 撮らないで下さい!!グラビアアイドル裏物語（2012年1月13日 - 2012年4月6日、テレビ東京）
- 密会の宿10（2013年）
- 衝撃ゴウライガン!!（2013年10月 - 2013年12月、テレビ東京） - サーファージェーン

CX
- パーフェクト・リポート 第4話 （2010年11月7日、フジテレビ）
- BOSS2 第4話 （2011年5月フジテレビ）
- 家族のうた 第1話 （2012年4月フジテレビ）
- カラマーゾフの兄弟 第5話 （2013年2月、フジテレビ）

EX
- 海賊戦隊ゴーカイジャー第28話（2011年9月4日、テレビ朝日）
- 警部補 矢部謙三2 第6話（2013年8月16日、テレビ朝日）

### 映画
- 2008年 『愛のむきだし』（園子温監督）
- 2008年 『梅田優子の告白』（深井朝子監督） - 真奈美
- 2009年 『60歳のラブレター』（深川栄洋監督） - 店員
- 2009年 『お姉チャンバラ THE MOVIE vorteX』（東海林毅監督） - レイコ
- 2009年 『女仕事人』出雲京香役（吉川徹監督） - 主演
- 2010年 『SとM 劇場版』（仰木豊監督） - 主演・天海沙耶
- 2010年 『ローカルボーイズ！』（堀江慶監督） - ミーちゃん
- 2010年 『美しき女豹』（服部光則監督） - 小泉小夜子
- 2010年 『忘れられない、あの夏』（六車俊治監督） - ロッキー
- 2012年 『映画版 ふたりエッチ トリプル・ラブ&ラブフォーエバー』（横山一洋監督） - 小野田早苗
- 2012年 『ガチバン WORST MAX』（元木隆史監督） - マチコ
- 2013年 『新SとM 劇場版』1・2（SHUN監督） - 天海沙耶
- 2014年 『新SとM 劇場版』3・4（SHUN監督） - 天海沙耶

### Vシネマ
- 2011年 『静かなるドン 新章』（寺内康太郎監督） - 坂本龍子
- 2014年 『極道刑務所1』（仰木豊監督） - 喜多川陽子
- 2014年 『暗黒の戦い』（山鹿孝起監督） - 柏木加奈
- 2014年 『日本統一8』（山本芳久監督） - 香苗
- 2015年 『日本統一9』（山本芳久監督） - 香苗
- 2015年 『日本統一12』（山本芳久監督） - 香苗
- 2015年 『新・極道の紋章6』（山本芳久監督） - スギナミリョウコ
- 2015年 『新・極道の紋章7』（山本芳久監督） - スギナミリョウコ

### CM
- 「Goo-net 買取オークション」（2008年）
- 「マルヰアミューズメント」（2008年）
- 「スバルのステラ」（2011年）
- 「DyDo ブレンド ブレンド微糖「豊かな香り」篇」（2012年）

### ラジオ
- 「志村けんのファーストステージ～はじめの一歩～」（JFN）
- 「世界の光の中で」（TOKYO FM）

### 雑誌
- ヤングジャンプ
- ヤングチャンピオン
- ヤングアニマル
- ヤングアニマル嵐 表紙
- ヤングキング
- FRIDAY
- FRIDAY DYNAMITE
- FLASH
- 週刊アスキー
- 週刊プレイボーイ
- 週刊アサヒ芸能
- 週刊実話 表紙
- 週刊大衆
- 増刊大衆 表紙
- EX大衆
- EX スコラ
- EX MAX
- エンターテイメントDash
- sabra
- B.L.T
- ナックルズEX
- exciter
- スコラ

### BS・CS
- 水着DEポン!（エンタ!371、2007年10月- 2008年3月）
- PRUM-TV（MONDO21、2007年12月 - 2008年4月）
- 石田純一と7人の賢人（BS11、2008年1月1日）
- アイドルミュージックバトル（Music Japan TV、2008年1月 - ）
- 水着DEピンポンパン（エンタ!371、2008年4月- 2008年9月）
- 石田純一の社会の窓（BS11、2008年4月25日）
- 水着DEしちゃお（エンタ!371、2008年10月- ）
- あいのエチュード #16(2012年、エンタ!959）・・・共演：希志あいの
- 24時間かすみレディオ（2012年8月11日-2012年8月12日 、エンタ!371）電話出演※27時間生放送- 共演：かすみ果穂ほか
- 24時間かすみレディオ2013（2013年9月29日 、エンタ!959）・・・共演：かすみ果穂ほか
- 小力の小部屋　第165回（2013年7月11日、マシェリバラエティ、ニコニコ生放送、スカパー!275ch） - 共演：長州小力

### Web
- Meet the Girl - ミート・ザ・ガール - セクシー・ギャルズ・ミックス

## 作品

### DVD
1. 『Venus Body』（2008年2月、ベガファクトリー）
2. 『Naked Clips』（2008年5月、スパイスビジュアル）
3. 『Flirtation 〜戯れ〜』（2008年10月、トリコ）
4. 『Rikaのカクテル』（2009年3月、エアーコントロール）
5. 『Wet Impact』（2009年6月、ビーエムドットスリー）
6. 『ELASTIC LOVER』（2009年10月、QH映像）
7. 『リカ様』（2010年6月、日本メディアサプライ）
8. 『Rika delusion』（2012年4月20日、イーネット・フロンティア）

- 〜アイドル革命☆強ドル8～（Sports Women Project）
- 〜アイドル女王様Sドル2～（Sports Women Project）
- 24時間かすみレディオ2013 DVD-BOX (2014、つくばテレビ)

### 写真集
- 私図（2015年11月30日、イーネット・フロンティア、撮影：黒佐勇）ISBN 978-4862058980

### その他
- 「DREAM」（2008年）ラウンドガール
- 「格闘技史上最大の祭典　FieLDS Dynamite!!」（2008）ラウンドガール
- 「マルヰアミューズメント」（2008）イメージガール

VP
- 『犯罪被害者支援教養ビデオ』（2008年）レポーター